# Franco Uncini
Franco Uncini (Recanati, Italia, 9 de marzo de 1955) es un expiloto de motociclismo italiano campeón del mundo de 500cc en 1982.

## Biografía
Uncini nació en Recanati, provincia de Macerata. Hizo su debut como corredor de motos profesional en la clase de 750cc con Laverda, trasladándose luego a Ducati, con quien ganó varios títulos como campeón italiano. Su primer año en el Campeonato del Mundo fue con Yamaha en 1976, tanto en las clases de 250cc como de 350cc. Al año siguiente continuó su carrera en ambas clases, esta vez con el equipo Harley-Davidson, ganando dos grandes premios en 250cc (Gran Premio de las Naciones y Checoslovaquia), terminando segundo en el campeonato detrás de Mario Lega. Sin embargo, su relación conflictiva con su compañero de equipo Walter Villa lo obligó a volver a Yamaha.
Después de algunos años decepcionantes con un equipo privado de Yamaha, en 1979 compró una Suzuki y creó un equipo privado en la clase de 500cc. Fue el piloto privado mejor posicionado tanto en 1979 como en 1980, con un 5.º y 4.º lugar. Los accidentes obstaculizaron su temporada de 1981, pero después de que Marco Lucchinelli dejó Suzuki para unirse a Honda, Suzuki ofreció a Uncini una moto oficial patrocinada por la fábrica corriendo para el equipo de Roberto Gallina. Finalmente, con una moto competitiva, Uncini ganó el campeonato del mundo en 1982, consiguiendo cinco victorias (GP de Austria, Países Bajos, Yugoslavia, Gran Bretaña y GP de Naciones). Fue el último piloto italiano en ganar la corona de 500cc hasta que Valentino Rossi ganó en 2001.
En 1983, fue herido gravemente en el TT-Assen (Países Bajos), cuando él cayó de su moto y fue golpeado en la cabeza por la moto de Wayne Gardner. Entró en coma, pero finalmente se recuperó. Él se retiró de la competición  después de la temporada 1985.
Permanece en la organización del campeonato del mundo, donde se ocupa de la seguridad desde 1992. Desde 1993, como delegado de pilotos de seguridad en nombre del IRTA (Asociación de Equipos), desde 2013 hasta 2022 fue oficial de seguridad del Gran Premio en nombre de la FIM.

## Resultados en el Campeonato del Mundo
Sistema de puntuación desde 1969 hasta 1987:
| Posición | 1.º | 2.º | 3.º | 4.º | 5.º | 6.º | 7.º | 8.º | 9.º | 10.º |
| Puntos   | 15  | 12  | 10  | 8   | 6   | 5   | 4   | 3   | 2   | 1    |

(Carreras en negrita indica pole position, carreras en cursiva indica vuelta rápida)
| Año  | Cat.  | Equipo          | 1       | 2       | 3       | 4       | 5       | 6       | 7       | 8       | 9       | 10      | 11      | 12      | 13    | Pts. | Pos. | Vic. |
| ---- | ----- | --------------- | ------- | ------- | ------- | ------- | ------- | ------- | ------- | ------- | ------- | ------- | ------- | ------- | ----- | ---- | ---- | ---- |
| 1976 | 250cc | Yamaha          | FRA -   |         | NAT -   | IOM -   | NED 10  | BEL 18  | SWE -   | FIN -   | CZE Ret | GER -   | ESP 6   |         |       | 6    | 21.º | 0    |
| 1976 | 350cc | Yamaha          | FRA -   | AUT 14  | NAT 2   | IOM -   | NED 6   |         |         | FIN -   | CZE -   | GER -   | ESP 3   |         |       | 27   | 9.º  | 0    |
| 1977 | 250cc | Harley Davidson | VEN Ret | GER 3   | NAT 1   | ESP 13  | FRA Ret | YUG Ret | NED 2   | BEL 7   | SWE Ret | FIN 4   | CZE 1   | GBR 4   |       | 72   | 2.º  | 2    |
| 1977 | 350cc | Harley Davidson | VEN Ret | GER 16  | NAT 6   | ESP Ret | FRA DNS | YUG -   | NED 5   |         | SWE DNQ | FIN Ret | CZE Ret | GBR -   |       | 11   | 20.º | 0    |
| 1978 | 250cc | Yamaha          | VEN Ret | ESP 3   |         | FRA 11  | NAT 3   | NED 4   | BEL 2   | SWE Ret | FIN -   | GBR -   | GER Ret | CZE 9   | YUG - | 42   | 8.º  | 0    |
| 1978 | 350cc | Yamaha          | VEN Ret |         | AUT 2   | FRA Ret | NAT 5   | NED 10  |         | SWE Ret | FIN -   | GBR -   | GER -   | CZE Ret | YUG - | 19   | 12.º | 0    |
| 1979 | 500cc | Suzuki          | VEN 4   | AUT 6   | GER 6   | NAT Ret | ESP 5   | YUG 3   | NED 6   | BEL DNS | SWE Ret | FIN Ret | GBR 7   | FRA 4   |       | 51   | 5.º  | 0    |
| 1980 | 500cc | Suzuki          | NAT 2   | ESP 7   | FRA Ret | NED 3   | BEL 6   | FIN 3   | GBR 6   | GER 7   |         |         |         |         |       | 50   | 4.º  | 0    |
| 1981 | 500cc | Suzuki          | AUT 7   | GER 10  | NAT 8   | FRA Ret | YUG Ret | NED Ret | BEL Ret | RSM Ret | GBR 16  | FIN Ret | SWE 7   |         |       | 12   | 13.º | 0    |
| 1982 | 500cc | Suzuki          | ARG 4   | AUT 1   | FRA -   | ESP 3   | NAT 1   | NED 1   | BEL 3   | YUG 1   | GBR 1   | SWE -   | RSM DNS | GER Ret |       | 103  | 1.º  | 5    |
| 1983 | 500cc | Suzuki          | RSA 6   | FRA Ret | NAT 4   | GER 5   | ESP 5   | AUT 5   | YUG Ret | NED Ret | BEL -   | GBR -   | SWE -   | RSM -   |       | 31   | 9.º  | 0    |
| 1984 | 500cc | Suzuki          | RSA Ret | NAT 5   | ESP Ret | AUT 11  | GER 6   | FRA DNS | YUG -   | NED -   | BEL -   | GBR 11  | SWE Ret | RSM 8   |       | 14   | 14.º | 0    |
| 1985 | 500cc | Suzuki          | RSA 11  | ESP -   | GER Ret | NAT 8   | AUT 13  | YUG Ret | NED 13  | BEL 13  | FRA 12  | GBR 18  | SWE 15  | RSM 6   |       | 8    | 15.º | 0    |